# Мосиевский, Анатолий Викторович
Мосиевский Анатолий Викторович (6 декабря 1948, Кемерово — 4 апреля 2013, Барнаул) — советский и российский инженер-механик, хозяйственный руководитель в химической, нефтехимической и энергетической отраслях в Кемеровской области и Алтайском крае, глава администрации (мэр) города Бийска с 7 ноября 2006 по 21 июля 2011

## Образование
- 1968 — окончил Кемеровский химический техникум по специальности «Электроснабжение и электрооборудование промышленных предприятий».
- 1979 — окончил Кузбасский политехнический институт по специальности «Машинные аппараты и химическое производство».

## Трудовая деятельность
- С 1968 по 1970 — срочная служба в ВМФ СССР.
- С 1967 по 1982 — работа в НПО «Карболит» (г. Кемерово)
  - 1970 — инженер отдела оборудования;
  - 1975 — заместитель начальника отдела оборудования;
  - 1978 — начальник цеха резольных пресспорошков.
- С 1982 по 1994 — работа в тресте «Сибхимремонт» (г. Кемерово):
  - 1982 — главный инженер треста;
  - 1984 — управляющий трестом.
- С 1994 по 1998 — генеральный директор ОАО «Катон» (г. Кемерово).
- С 1998 по 1999 — внешний управляющий ОАО «Азот» (г. Кемерово).
- С 1999 — директор ЗАО «КОТАК» (г. Кемерово).
- С 2001 — генеральный директор ООО «Бийскэнерго», г. Бийск Алтайского края
- В октябре 2006 — избран главой города Бийска.
- В апреле 2010 — переизбран главой города Бийска.
- 21 июля 2011 — депутаты Бийской городской Думы отправили в отставку мэра Анатолия Мосиевского. Народные избранники проголосовали за прекращение полномочий главы города и временно возложили его обязанности на Лидию Громогласову.[2]

## Уголовное преследование
27 апреля 2010 года против Мосиевского было возбуждено уголовное дело. Мэру Бийска инкриминировались преступления, предусмотренные ч.2 ст.285 УК РФ — злоупотребление должностными полномочиями, совершенные главой местного самоуправления.

## Награды
- Медаль «За воинскую доблесть. В ознаменование 100-летия со дня рождения В. И. Ленина».
- Орден «Знак почета» (июнь 1986)
- Звание и почётный знак «Отличник химической и нефтеперерабатывающей промышленности СССР» (Министерство химической и нефтеперерабатывающей промышленности СССР, октябрь 1990).
- Звание и почётный знак «Почетный нефтехимик» (Министерство энергетики РФ, декабрь 2003).
- Диплом «Лидер региональной экономики», звание Академика Международной Академии Реальной Экономики.
- Диплом и почетный знак «Звезда Российского менеджмента — 2005 г.»

## Личная жизнь
Женат, имеет троих детей.
Екатерина, Елена, Анатолий.

## Болезнь и смерть
В марте 2013 года после тяжёлой операции впал в кому. Скончался не приходя в сознание от остановки сердца в краевой клинической больнице в Барнауле.